# 76,2 мм штурмовое орудие поддержки
76,2-мм штурмовое самоходное орудие поддержки — советская опытная противотанковая самоходная артиллерийская установка (ПТ-САУ).Спроектирована и изготовлена в мае — июне 1942 года в КБ завода № 37 в Свердловске по проекту С. А. Гинзбурга на шасси лёгкого танка Т-60.

## История[1][неавторитетный источник]
Первое упоминание о проектных работах по созданию отечественных САУ военного времени относятся к сентябрю 1941 г., когда начальник второго отдела НКТП (техотдел) С. А. Гинзбург выдвинул предложение о разработке штурмовых и зенитных бронированных гусеничных машин на шасси легких и устаревших танков. Однако до конца 1941 г. эта инициатива широко не реализовывалась.
На совещании НКТП, прошедшем 26-28 января и посвященном изучению опыта ведения боев в наступлении С. А. Гинзбург вновь поднял вопрос о создании легких САУ с мощным вооружением, уравнивающим их со средним или тяжелым танком и неожиданно нашел поддержку в лице Наркома и присутствовавшего также на совещании представителя наркомата обороны, которые увидели в предлагаемых конструктором боевых машинах вариант сильно вооруженного танка без башни и при этом очень дешёвого и простого в производстве. ПТ-САУ была разработана в мае 1942 как один из вариантов СУ-76, разрабатывалось оно под руководством Семёна Александровича Гинзбурга.
Машина была создана с использованием агрегатов трансмиссии и узлов ходовой части легкого танка Т-60. Она относилась к типу закрытых самоходных установок. Схема общей компоновки предусматривала переднее расположение трансмиссии и ведущих колес, кормовое размещение неподвижной броневой рубки и установку двух двигателей, работавших параллельно, по бортам в средней части корпуса.
Опытный образец поступил на испытания в мае 1942 г, но ни шасси, ни пушка ЗиС-3 программу испытаний не выдержали. ГОКО рекомендовал продолжить работы в данном направлении, однако уже с использованием узлов танка Т-70. Но начавшееся немецкое наступление на Сталинград заморозило работы по подобным САУ на полгода.